# Турно (Шентюр)
Турно (словен. Turno) — поселення в общині Шентюр, Савинський регіон, Словенія. 
Висота над рівнем моря: 439,4 м.